# Тебес (шахрестан)
Тебе́с (перс. شهرستان طبس‎) — один из шахрестанов (областей) иранской провинции Южный Хорасан. Административный центр — город Тебес.
До июля 1960 года шахрестан Табас был частью округа Фердоус. Сначала область была частью провинции Хорасан, но потом была передана провинции Йезд В 2013 году область была передана провинции Южный Хорасан.
Согласно данным переписи 2006 года, численность населения шахрестана составила 63 047 чел. (16 845 семей). Шахрестан разделяется на три бахши (района) — Центральный, Дастгердан и Дейхук. В шахрестане есть три города: Тебес, Дейхук (ديهوك) и Эшкабад (عشق آباد)